# Vorticellidae
Famille
Les Vorticellidae sont une famille de Ciliés de la classe des Oligohymenophorea et de l’ordre des Peritrichida.

## Étymologie
Le nom de la famille vient du genre type Vorticella, dérivé du latin vort, « tourbillon », et du suffixe -ella, « petit », littéralement « petit tourbillon », en référence au courant que les mouvements des cils de cet organisme créés dans l'eau.

## Description

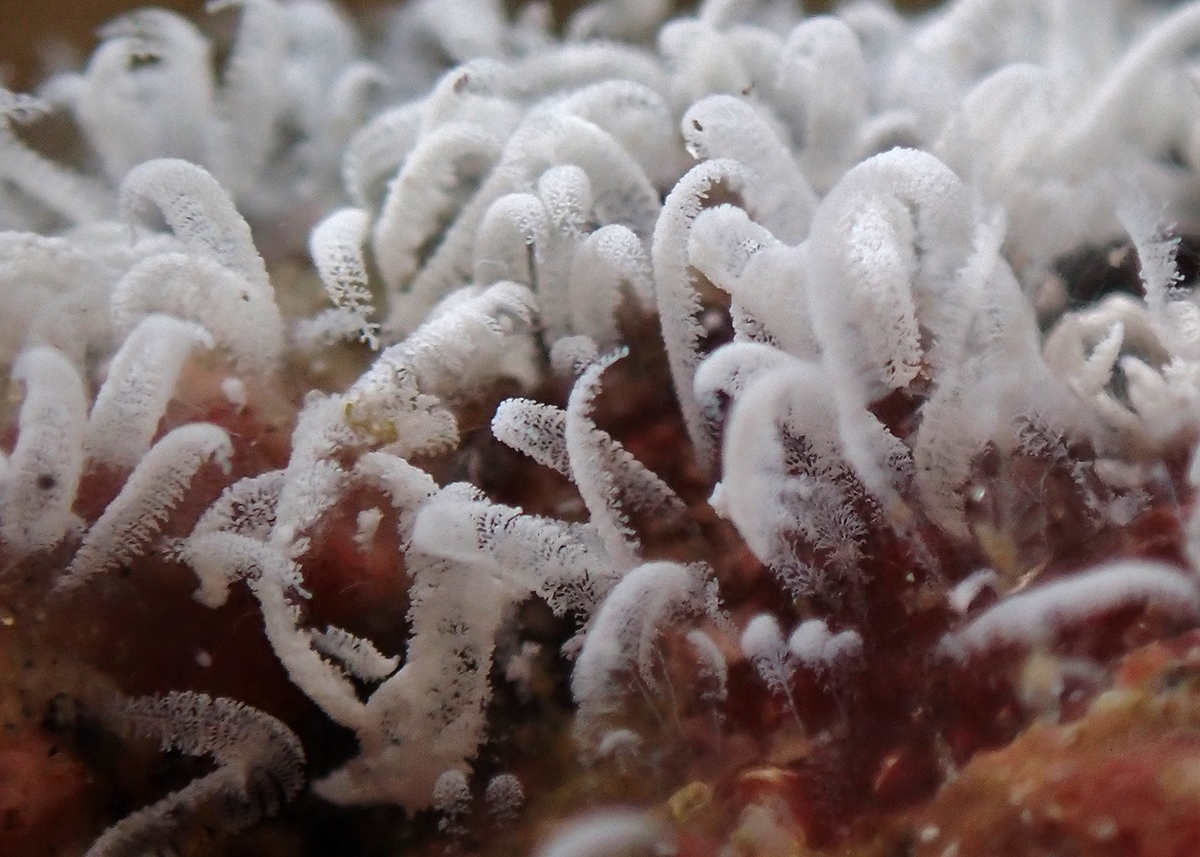
Colonies de Zoothamnium niveum à la Réunion.

Les Vorticellidae ont un corps de forme variable, sessile ou pédonculé. Ils présentent une couronne de cils postérieure temporaire ou permanente. Leur zone adorale est dirigée à droite (dextre), décrivant un peu plus d'un tour de spire. La bouche se trouve au fond d'un vestibule plus ou moins long, dans lequel se termine la zone adorale. À l'entrée du vestibule se trouve une membrane ondulante. Cette famille est extrêmement nombreuse.
Les membres de Vorticella ont un corps en forme de cloche inversée porté sur une tige contractile. Le plus souvent ils sont solitaires, mais de nombreuses espèces sont grégaires. La tige est ovale en coupe transversale et contient un brin ou myonème semblable à un muscle contractile sinusoïdal, qui provoque la contraction en spirale. Le corps se révèle encerclé d’un motif de lignes horizontales équidistantes.
Deux autres Vorticellidae, solitaires portés sur des tiges contractiles, peuvent être confondus avec le genre Vorticella :
- Haplocaulus, organisme solitaire, jamais colonial, qui se contracte en zigzag (et non en spirale) ;
- Pseudovorticella, qui présente des lignes de séparation verticales et se contracte en spirale[2].

## Répartition
Les Vorticellidae ont une répartition mondiale et dans un très grand nombre de milieux.

## Liste des genres
Selon GBIF (17 octobre 2022) :
- Apocarchesium Ji & Kusuoka, 2009
- Carchesium Ehrenberg, 1831
- Epicarchesium Jankowski, 1985
- Haplocaulus Warren, 1988
- Intranstylum Fauré-Fremiet, 1904
- Pelagovorticella Jankowski, 1980
- Planeticovorticella Clamp & Coats, 2000
- Pseudocarchesium Sommer, 1951
- Pseudohaplocaulus Warren, 1988
- Pseudovorticella Foissner & Schiffmann, 1975
- Ruthiella Schödel, 1983
- Systylis Bresslau, 1919
- Vorticella Linnaeus, 1767 - genre type
- Vorticellides Foissner, Blake, Wolf, Breiner & Stoeck, 2009

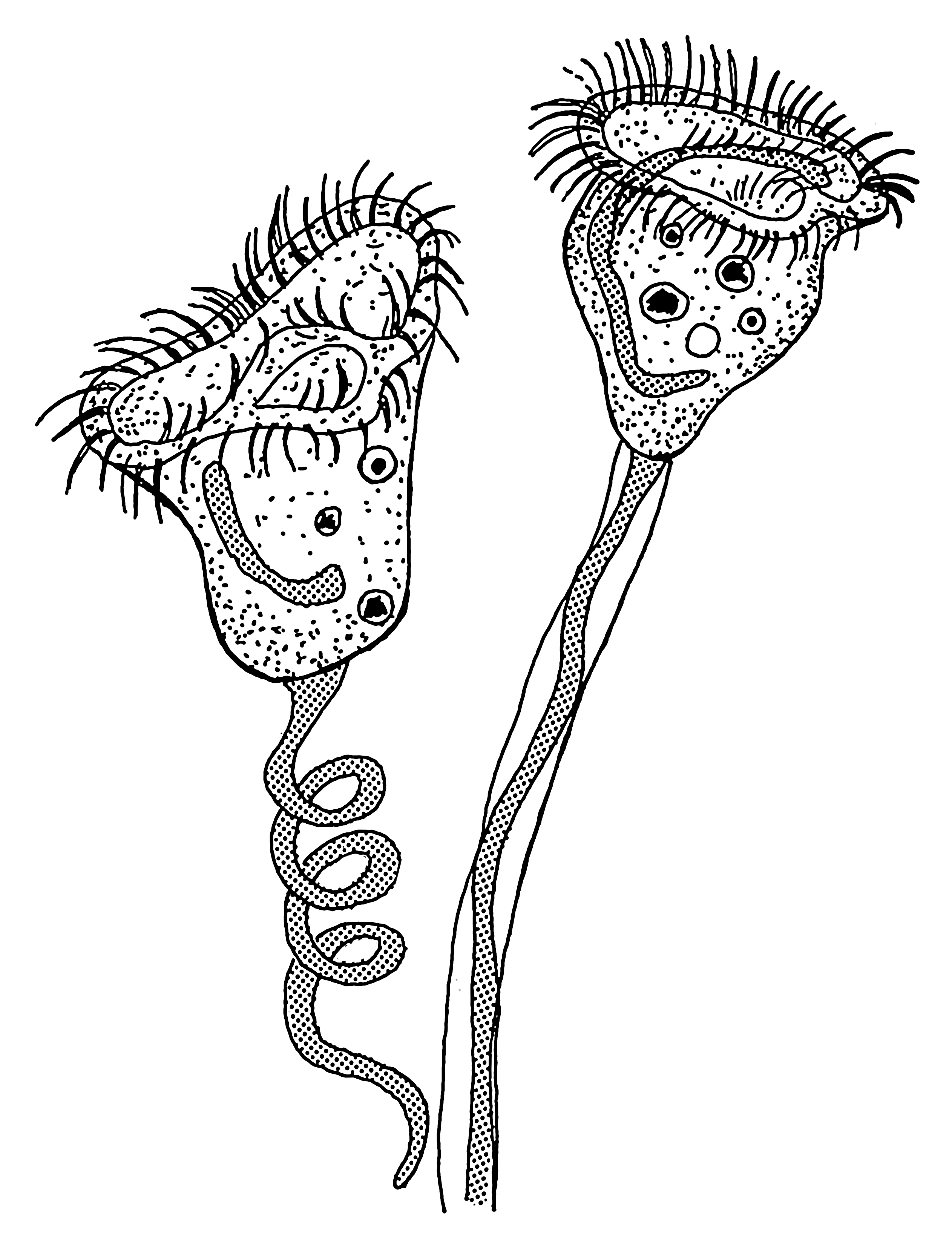
Vorticella sp.
- Vorticella monilata : ses mouvements de cils génèrent des courants qui attirent des petites particules et organismes servant de nourriture à ce protozoaire.
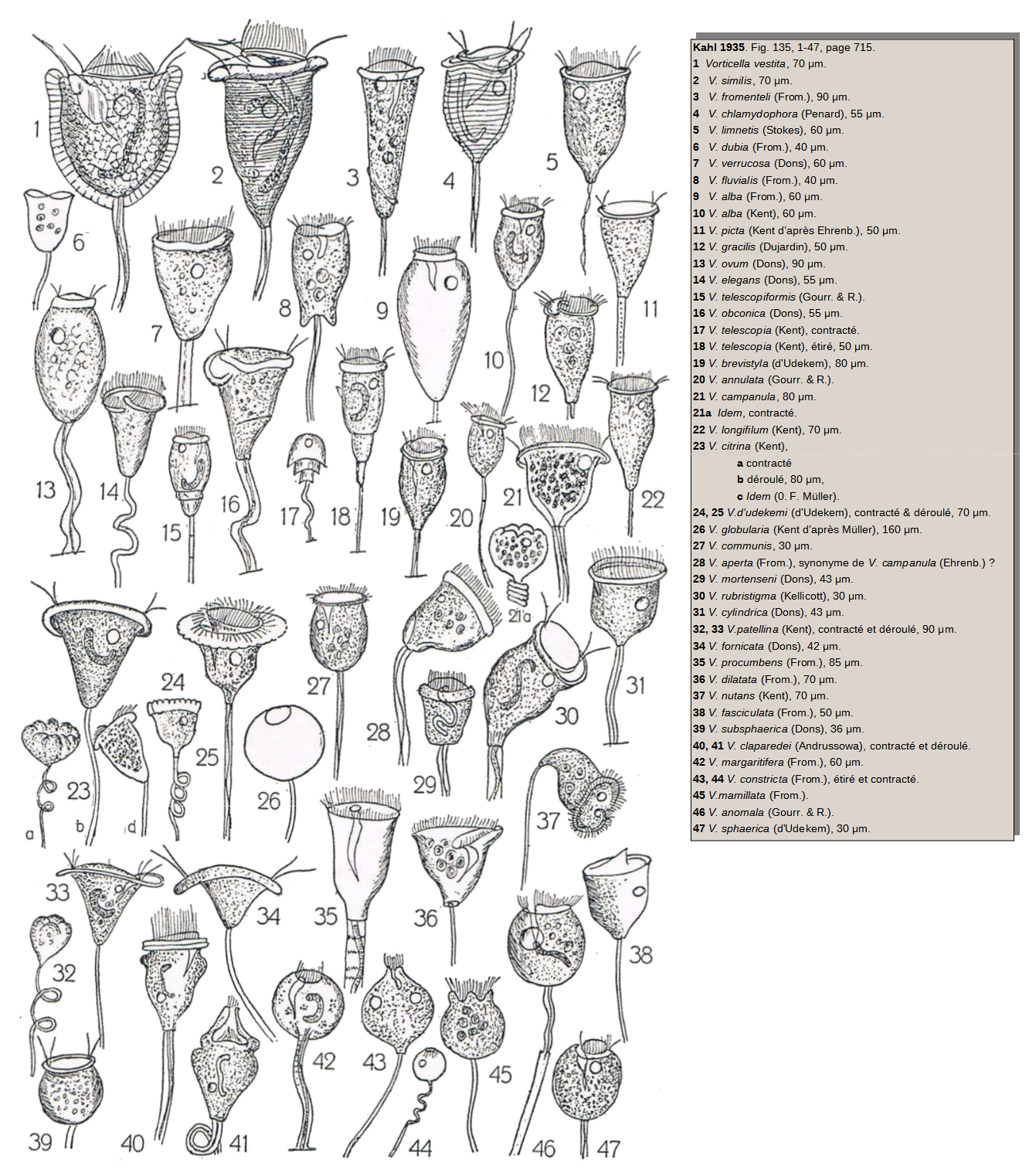
47 dessins de Vorticella (d'après Kahl, 1935).
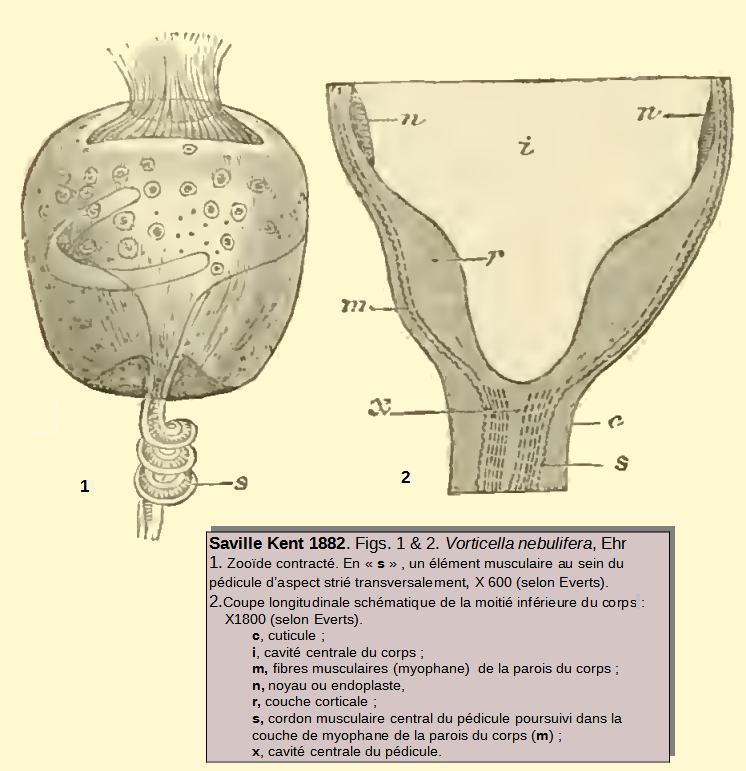
Vorticella nebulifera.

## Systématique
Le nom valide de ce taxon est Vorticellidae Ehrenberg, 1838.